# BelKA
BelKA (russisch und belarussisch БелКА – ein Akronym vom belarussischen Беларускі Касьмічны Апарат für belarussischer Weltraumapparat) oder Belka1 hätte der erste Satellit von Belarus werden sollen. Gebaut wurde er im Auftrag der Belarussischen Nationalen Akademie der Wissenschaften vom russischen Raumfahrtunternehmen RKK Energija.

## Mission
BelKA war ein Erdbeobachtungssatellit, der auf der „Victoria“-Satellitenplattform von RKK Energija basiert. Die Startmasse des Satelliten betrug ca. 750 kg. BelKA hätte auf eine sonnensynchrone Umlaufbahn (SSO) mit einer Höhe von 511 km und einer Bahnneigung von 97,4° gebracht werden sollen. Die in Belarus entwickelten Kameras des Satelliten hätten Aufnahmen mit Auflösungen von 2,5 m und 10,5 m liefern sollen. Die Lebensdauer des Satelliten sollte fünf Jahre betragen.

## Fehlstart
BelKA startete am 26. Juli 2006 mit einer Dnepr-1-Trägerrakete von Baikonur aus, die Rakete stürzte aber nach Problemen mit der ersten Stufe circa zwei Minuten nach dem Start ab. Der Präsident von Belarus, Aljaksandr Lukaschenka, war bei dem Start in Baikonur anwesend.

## Nachfolgemission
Der Nachfolgesatellit Belka 2 wurde am 22. Juli 2012 erfolgreich gestartet und hat seine 5 Jahre garantierte Lebensdauer um viele Jahre überschritten.